# Bruno Tuchszer
Bruno Tuchszer, né le 13 mai 1968 à Lille, est un comédien français.

## Biographie
Bruno Tuchszer est un acteur français né à Lille, dans le Nord-Pas-de-Calais en France le 13 mai 1968. Il a joué dans des films français notables, tels que Bienvenue chez les Ch'tis en 2008 ou encore Germinal, en obtenant cependant majoritairement des seconds rôles. Il a tourné dans la série Tunnel diffusée sur la chaîne Canal+.
Il coanime depuis 2013 la compagnie Grand Boucan avec Carine Bouquillon. En 2014 il joue dans Le Système Ribadier de Georges Feydeau qu'il a également mis en scène. En 2019 il joue dans À ceux qui nous ont offensés, d'après Le Collège de Buchy de Jérémie Lefebvre.
Bruno Tuchszer se fait connaître du grand public pour avoir participé à l'émission de télévision Les Douze Coups de midi présentée par Jean-Luc Reichmann sur la chaîne TF1 en 2013, émission dont il détenait jusqu'au 22 septembre 2016 le record de participations (80) et un gain total de 393 650 €. Il remporte également, dans cette émission, le trophée de "Maître des maîtres de midi 2014" ainsi que deux prime-times (Les 12 Coups de Noël 2013 et Les 12 Coups de Soleil 2016).

## Filmographie
Bruno Tuchszer a commencé sa carrière au milieu des années 1990. Il a figuré dans une cinquantaine de spectacles théâtraux et a joué dans une cinquantaine de films et fictions TV, dont voici quelques titres :

### Cinéma
- 1993 : Germinal de Claude Berri : Le capitaine des gardes
- 1997 : Je ne vois pas ce qu'on me trouve de Christian Vincent
- 1998 : Chacun pour soi de Bruno Bontzolakis : Le concessionnaire
- 1998 : Dormez, je le veux ! d'Irène Jouannet
- 2007 : Le dernier gang de Ariel Zeitoun
- 2008 : Bienvenue chez les Ch'tis de Dany Boon : Un policier de Bergues
- 2009 : Welcome de Philippe Lioret
- 2011 : Présumé Coupable de Vincent Garenq
- 2015 : L'Hermine de Christian Vincent : Fournier
- 2017 : Happy End de Michael Haneke[8]
- 2022 : Le Soleil de trop près de Brieuc Carnaille

### Télévision
- 2006 : La Reine Sylvie de Renaud Bertrand : le maître d'hôtel
- 2006 : Le Sang noir de Peter Kassovitz : le député Faurel
- 2008 : État de manque de Claude d'Anna : Valentin
- 2008 : Louis la Brocante d'Alain-Michel Blanc
- 2009 : Les Petits Meurtres d'Agatha Christie, saison 1, épisode 4 (La Maison du Péril) : un maître-chanteur
- 2010 : Celle que j'attendais de Bernard Stora : le capitaine
- 2010 : Tango de Elisa Vix : Xavier Marcilly
- 2013 : Tunnel
- 2013 : Les Complices de Christian Vincent : Franck
- 2014 : Les Témoins de Hervé Hadmar.
- 2017 : Un ciel radieux
- 2018 : Baron noir
- 2019 : Un avion sans elle de Jean-Marc Rudnicki
- 2019 : Puzzle (téléfilm français) de Laurence Katrian : Franck Ferrer, le député-maire
- 2022 : Le Village des endormis de Philippe Dajoux : le préfet

## Théâtre
- Le Misanthrope de Molière
- Petites misères de la vie conjugale d'après Honoré de Balzac
- HLM de Jean-Marc Chotteau
- La Comédie du paradoxe d'après le Paradoxe sur le comédien de Diderot
- Prises de becs au gallodrome de Jean-Marc Chotteau d'après Molière, Léopold Simons, Courteline, Feydeau, Ionesco
- La Place Royale de Corneille
- Le Médecin malgré lui de Molière
- Macbeth de William Shakespeare
- Intermezzo de Jean Giraudoux
- Grand Cahier d'après le roman d'Agota Kristof
- La Cerisaie de Tchekhov
- AmériKa d'après Kafka
- Lysistrata d'Aristophane
- Le Talisman de Johann Nestroy
- Monsieur de Pourceaugnac de Molière
- Caresses de Sergi Belbel
- Silence complice de Daniel Keene
- Dehors devant la porte de Wolfgang Borchert
- Nathan le Sage de Gotthold Ephraim Lessing
- Ohne de Dominique Wittorski
- Un Homme en faillite de David Lescot
- Une Mort Moderne, la conférence du docteur Storm, adaptation théâtrale de La Mort Moderne de l’écrivain suédois Carl-Henning Wijkmark, mis en scène et interprété par Bruno Tuchszer lui-même en 2009.
- Le Système Ribadier de Georges Feydeau
- Le Principe d'Archimède, de Josep Maria Miró (es)
- À ceux qui nous ont offensés, d'après Le Collège de Buchy de Jérémie Lefebvre
- Bull, de Mike Bartlett (en)
- La Validation, d'Antoine Lemaire
- L'Atelier de construction, manuel de montage pour filles et garçons, par la compagnie Grand Boucan

## Émissions de télévision
- Il participe à l'émission du Jeu des 1000 Euros diffusée sur France Inter, et décroche deux fois le "banco".
- 2011 : Il participe à l'émission Questions pour un champion diffusée sur France 3, où il accumule 5 victoires et emporte un gain total de 34 700 €.
- 2011 : Il participe à la deuxième saison de l'émission Le Plus Grand Quiz de France diffusé sur TF1 où il termine à la deuxième place.
- 2011 : Il participe à l'émission Tout le monde veut prendre sa place diffusée sur France 2. Il remporte un voyage en Angleterre mais il perd à la seconde manche.
- 2012 : Il participe à l'émission Seriez-vous un bon expert ? diffusée sur France 2, où il gagne 1 000 €.
- 2013 : Il participe à l'émission Les Douze Coups de midi diffusée sur TF1. Il bat le précédent record de participations avec 80 émissions (record aujourd'hui détenu par Émilien) et repart avec  393 650 €. Il participe aussi au prime-time Les 12 Coups de Noël qu'il remporte aux côtés d'Isabelle Vitari.
- 2014 : Il participe à l'émission Les Douze Coups de midi diffusée sur TF1, émission spéciale 4 ans, Il remporte le trophée de "Maître des maîtres de midi 2014".
- 2015 : Il participe à l'émission Questions pour un champion diffusée sur France 3, dans le tournoi spécial métier.
- 2016 : Il participe à l'émission Les Douze Coups de midi diffusée sur TF1, émission spéciale 6 ans. Il participe aussi au prime-time Les 12 Coups de Soleil qu'il remporte aux côtés de Christophe Dechavanne.
- 2017 : Il participe à Harry sur France 3, où il fait un parcours de 5 participations et gagne 800 €.
- 2018 : Il participe à l'émission Questions pour un champion diffusée sur France 3[réf. nécessaire].
- 2023 : Il va participer à l'émission Les Douze Coups de midi diffusée sur TF1, émission spéciale Noël, où il reviendra après 7 ans d'absence.